# Square Louise-et-Tony
Le square Louise-et-Tony est une voie du 14e arrondissement de Paris, en France.

## Situation et accès
Le square Louise-et-Tony est une voie privée située dans le 14e arrondissement de Paris. Il débute au 7 bis, rue du Loing et se termine en impasse.

## Origine du nom
On ignore l'origine du nom.

## Historique
C'est une voie privée en impasse.